# Asplenium morlanense
Asplenium morlanense là một loài dương xỉ trong họ Aspleniaceae. Loài này được Bergeret mô tả khoa học đầu tiên năm 1909.
Danh pháp khoa học của loài này chưa được làm sáng tỏ. 